# 女の決闘 (横溝正史)
『女の決闘』（おんなのけっとう）は、横溝正史の短編推理小説。「金田一耕助シリーズ」の一つ。『婦人公論』1957年（昭和32年）1月号 - 3月号に『憑かれた女』という表題で掲載された。

## あらすじ
秋に入るころ、緑ガ丘のアメリカ人バイヤー宅で、急に帰国することになったロビンソン夫妻のさよならパーティが開かれていた。その席上、隣人の流行作家・藤本哲也の現在の妻である多美子と別れた妻である泰子が並んでソフトクリームを食べていると、多美子が毒に中って倒れる。ソフトクリームは哲也が多美子に頼まれて持ってきたもので、そのあと哲也は中井夫人に誘われて踊っていた。招待されていた金田一は、哲也が泰子に毒を盛ろうとして誤って多美子に行った可能性を指摘するが、泰子はそれを強く否定する。多美子は命に別状無く、ロビンソン夫妻は予定通り1週間後に出国する。
12月になって、バイヤー宅のガレージを借りて居住しているジャック安永がアメリカで映画に出演するため出立することになり、クリスマスを兼ねたお祝いのパーティが開かれた。ロビンソン夫妻さよならパーティの出席者は全員招待されていたが、多美子は悪性の風邪をひいて欠席していた。10時ごろに泰子が帰るが、5分ほどして、途中まで送るといってついてきた哲也が急に苦しみだして倒れたと駆け戻ってくる。哲也はストリキニーネで毒殺されていた。泰子がヒステリー性高熱で入院して尋問できない間に安永は予定通り出国、短時間の尋問に耐えられるまでに回復した泰子は哲也に復縁を迫られていたことを語る。警察は泰子に目をつけるが物的証拠をつかむことができず、その間に泰子の元には椙本が足繁く通い、多美子の元にも井出が通っていた。
哲也が肝臓の保健剤を常用していたことを島田警部補から聞き、さらに哲也が多美子との再婚後1編も作品を発表していないことや、哲也殺害後の「マギー、あなただけは知っているわね」という泰子のつぶやきを気にした金田一は、メルボルンのロビンソン氏に宛てて手紙を書く。1月の終わりに届いた返信に書かれたマギーの言葉によると、世間では哲也が泰子を捨てたように思われているが事実は逆だという。哲也は作家としてマヤカシモノで泰子が代作していた。また、パーティに泰子は呼んでおらず、別に1日を過ごす予定だったという。
真相をつかんだ金田一はロビンソン氏に返信する。哲也の美貌と才能を愛して結婚した泰子は、その才能が1作限りだったことを知り代作することになったが、それは数年で破綻した。そして、代作の秘密は漏らさず、泰子は成人向け小説を書かず、哲也の方が泰子を捨てたように取り繕うという条件で離婚が成立した。多美子も哲也の美貌と才能を愛し、井出の求婚を捨てて結婚したが、哲也の才能の正体を知って復讐を考え、その罪を泰子に着せようとした。まずロビンソン夫人の名を騙って泰子をパーティに呼び、少量のストリキニーネを飲んだ。そして次のパーティで保健剤にストリキニーネを仕込んで殺害した。
多美子は致死量のストリキニーネを飲んで自殺した。一方の泰子は椙本と結婚するという噂がある。

## 登場人物
金田一耕助（きんだいち こうすけ）
私立探偵。
ジェームス（ジム）ロビンソン
オックスフォード出身。戦前小樽の高商で英語を教えていたが、戦時中は一旦ロンドンへ帰りオーストラリアへ。戦後メルボルンの大学から日本政治史研究のため派遣され、私立大学で英語を教え自宅でも個人教授をしていたが、急遽帰国せねばならなくなった。
マーガレット（マギー）ロビンソン
ジェームスの妻。3年ほど前にジェームスがロンドンへ帰ったとき結婚。来日前から茶の湯や生け花に興味があり、木戸に弟子入りして、他の弟子たちに英語を教えていた。
ジャック安永（ジャック やすなが）
ハリウッドの俳優だったところ、某映画会社に迎えられて映画監督として帰国したものの没落し、現在何をしているのか不明。アメリカ人バイヤー宅のガレージを借りて居住。金田一のアメリカ時代の友人。
椙本三郎（すぎもと さぶろう）
元海軍少佐。終戦後に離婚し、元妻は美人で新興成金の細君におさまっている。イギリス駐在経験があり、英語が達者。自宅で英語の個人教授をしながら、油絵を描いている。
木戸郁子（きど いくこ）
理学博士の未亡人。夫は戦争中に死亡。長男は戦死して嫁は再婚させ、次男夫婦と長男次男の孫たちと同居。お茶とお花の師匠をしており、人形づくりもしている。
中井
さる会社重役の妻。緑ガ丘でも有名な世話好き。
藤本哲也（ふじもと てつや）
流行作家。ロビンソン夫妻の隣人。
藤本多美子
哲也の妻。旧姓上島。裕福な貿易商の娘。英会話が達者。
河崎泰子（かわさき やすこ）
哲也の別れた妻。離婚後は児童作家として活躍している。大森のアパートに居住していたが、第1の事件のあと中井夫人の勧めにより木戸未亡人と同居する形で緑ガ丘に戻ってきた。マーガレットと仲が良かった。
井出清一
作曲家。多美子の友人で、偶々来訪したので藤本が連れてきた。
木下
多美子が毒で倒れたときに駆けつけてきた医者。
佐々木
哲也殺害後ヒステリー性高熱で入院した泰子の主治医。
島田
緑ガ丘署警部補。

## 収録書籍
- 『支那扇の女』（2022年、角川文庫、ISBN 978-4-04-112350-8）
「支那扇の女」「女の決闘」を収録。
- 『支那扇の女（新装版）』（1997年、春陽文庫、ISBN 978-4-394-39523-2）
「支那扇の女」「女の決闘」を収録。

## テレビドラマ
『シリーズ横溝正史短編集III「池松壮亮×金田一耕助3」『女の決闘』は、2022年2月26日にNHK BSプレミアムにて短編ドラマとして放送された。
科白やナレーションを原作から抽出した文言とし、ストーリー展開もおおむね原作の通りであるが、以下のような差異がある。
- 井出と椙本の存在は省略されている。また、佐々木医師は登場せず、木下医師が泰子の主治医も務めている。
- 第2の事件のときにも雨が降っていた（原作では天気は明らかでないが「膚にきびしい冬の夜の空気」という描写がある）。
- 金田一は第2の事件で泰子の呟きを聞いた翌日にはメルボルンに手紙を出している（原作では警察による一連の事情聴取が終わった後）。
- 金田一は島田警部補とキャッチボールをしながら一連の情報を聞き出す（原作では警察署の執務室内）。
- 第2の事件の後、泰子は入院せずに自宅（木戸未亡人宅）で静養している。
- 最後に泰子が多美子を訪ねると服毒自殺を図って倒れていた（この場面は冒頭で示される）という、原作には明示されていない展開がある。金田一が多美子の死を知らせる電話を受けて駆けつける場面を、金田一からジェームスへの返信の朗読に重ねる形で終わる。

キャスト
- 金田一耕助 - 池松壮亮
- 藤本哲也 - 首藤康之
- 藤本多美子 - 板谷由夏
- 河崎泰子 - 菊池亜希子
- ジェームス（ジム）・ロビンソン - ジョン・カビラ
- マーガレット（マギー）・ロビンソン - ヤンニ・オルソン
- 島田警部補 - みのすけ
- 木下先生 - 中村靖日　
- 木戸郁子 - 山本容子
- 中井夫人 -  YOU
- ジャック安永 - 岩下尚史
- 朗読 - 土岐麻子